# Zork II: The Wizard of Frobozz
Zork II: The Wizard of Frobozz (ook wel Zork 2) is een tekstadventurespel en bevat geen grafische elementen. Het spel werd ontwikkeld en uitgegeven door Infocom. Het spel kwam in 1981 als eerste uit voor de Apple II en de TRS-80. Later volgden edities voor de meeste andere homecomputers van die tijd. Het spel begint waar Zork 1 ophield en stopt waar Zork 3 begint. Het doel van het spel is schatten te vinden en zo in de finale van het spel te komen.

## Platforms
| Jaar | Platform                                    |
| ---- | ------------------------------------------- |
| 1981 | Apple II, TRS-80                            |
| 1983 | Atari 8-bit, Commodore 64, DOS, PC Booter   |
| 1984 | Commodore 16 Plus/4, Macintosh, TRS-80 CoCo |
| 1985 | Atari ST                                    |
| 1986 | Amiga, Amstrad CPC                          |
| 2002 | Browser                                     |

## Ontvangst
| Beoordeeld door          | Platform | Datum            | Score |
| ------------------------ | -------- | ---------------- | ----- |
| Adventure Classic Gaming | DOS      | 25 mei 1998      | 100%  |
| SPAG                     | DOS      | 13 december 1997 | 64%   |
| All Game Guide           | Apple II | 1998             | 60%   |